# Municipio de LeBoeuf
El municipio de LeBoeuf (en inglés: LeBoeuf Township) es un municipio ubicado en el condado de Erie en el estado estadounidense de Pensilvania. En el año 2000 tenía una población de 1.680 habitantes y una densidad poblacional de 19 personas por km².

## Geografía
El municipio de LeBoeuf se encuentra ubicado en las coordenadas 41°51′00″N 79°56′59″O / 41.85000, -79.94972.

## Demografía
Según la Oficina del Censo en 2000 los ingresos medios por hogar en la localidad eran de $42,250 y los ingresos medios por familia eran de $47,986. Los hombres tenían unos ingresos medios de $34,115 frente a los $23,125 para las mujeres. La renta per cápita de la localidad era de $16,522. Alrededor del 7,0% de la población estaba por debajo del umbral de pobreza.